# Брудакі
Брудакі (пол. Brudaki) — село в Польщі, у гміні Вольбуж Пйотрковського повіту Лодзинського воєводства.
Населення — 77 осіб (2011).
У 1975-1998 роках село належало до Пйотрковського воєводства.

## Демографія
Демографічна структура станом на 31 березня 2011 року:
|          | Загалом | Допрацездатний вік | Працездатний вік | Постпрацездатний вік |
| -------- | ------- | ------------------ | ---------------- | -------------------- |
| Чоловіки | 37      | 8                  | 26               | 3                    |
| Жінки    | 40      | 4                  | 25               | 11                   |
| Разом    | 77      | 12                 | 51               | 14                   |